# Федосово (Новосибірська область)
Федосово (рос. Федосово) — присілок у Коченевському районі Новосибірської області Російської Федерації.
Входить до складу муніципального утворення Шагаловська сільрада. Населення становить 167 осіб (2010).

## Історія
Згідно із законом від 2 червня 2004 року органом місцевого самоврядування є Шагаловська сільрада.

## Населення
| 2002 | 2007 | 2010 |
| ---- | ---- | ---- |
| 221  | ↘218 | ↘167 |